# Vicent Traver Calzada
Vicent Traver Calzada (Borriana, 1945) és un pintor i escultor valencià.

## Biografia
Vicent Traver fou deixeble de Ramón Catalán. El 1962 estudia dibuix a l'escola d'Arts i Oficis de Castelló de la Plana. De 1963 fins a 1968 estudia a l'Escola de Belles Arts de San Carles de València, pintura i gravat. De 1968 a 1970 estudia escultura a l'Escola de Belles Arts de Sant Ferran de Madrid i a Sant Carles de València, i en acabar els estudis, col·labora en les classes d'escultura i gravat calcogràfic, a l'Escola de Belles Arts de València, i va obtenir el premi nacional final de carrera.
Estudia i treballa a París per una beca, i va a Roma amb altra beca del Ministeri d'Assumptes Exteriors Italià, per estudiar pintura mural.
Ha estat en diverses biennals, ha viatjat per Europa, Estats Units, i ha tornat als seus orígens, la seva terra, Borriana, on té el seu taller, i d'on quasi ja no surt.

## Obra
Té obra en diversos museus i col·leccions: Hispanic Society de Nova York, Museu de Belles Arts de Sant Pius V de València, Museu de l'Alhambra de Granada, Museu de Mina (Egipte), Museu d'Art Contemporani de Vilafamés, Diputació de Castelló, Diputació de València, Col·lecció Bancaixa, Ajuntament de Castelló.
A l'edifici nou de l'Ajuntament de Castelló pintà tres figures llegendàries que decoren la façana: Tombatossals, Bufanúvols i Arrancapins. A la basílica de la Mare de Déu del Lledó té instal·lat un mural de la romeria i a l'Església de Sant Joan Baptista d'Alcalà de Xivert, un quadre seu de 1996, La degollació de Sant Joan, presideix el retaule major. Des del 2001 fins al 2010 ha treballat en una sèrie de pintures de gran format, que estan col·locats al vestíbul de la Diputació de Castelló. Aquestes obres utilitzen la tècnica de l'oli sobre llenç belga prèviament preparat al gesso.
La seua obra reflecteix un treball minuciós, meticulós, detallista, quasi obsessionat per la perfecció. Figurista i realista, l'autor utilitza l'hiperrealisme per criticar els seus excessos i mostrar el sentit de l'abstracte. De les seves distintes èpoques i tendències, una primera època està marcada pels fets socials i la repressió, i una segona, on predomina el component estètic.